# Andreas Custemo
Andreas Custemo, född 27 juni 1972 i Nederluleå församling, Norrbottens län, är en svensk ishockeytränare som 2010–2017 var assisterande tränare för Alvesta SK i Division 2.
Han har tidigare varit professionell ishockeyspelare och var bl.a. med och tog SM-guld med Brynäs IF 1999.